# Ligat ha'Al
Ligat ha'Al este cea mai importantă competiție fotbalistică din Israel. 

## Clasamentul UEFA
Coeficientul UEFA pe 2020
- 22  (23)  Tippeligaen
- 23  (27)  Ligat ha'Al
- 24  (24)  Superliga (Kazahstan)
- 25  (21)  Prima Ligă Bielorusă
- 26  (26)  Prima Ligă Azeră
- 27  (28)  A PFG

## Campioane

### Titluri de campioană
| Club                       | Titluri | Anii |
| -------------------------- | ------- | --- |
| Maccabi Tel Aviv           | 23      | 1936, 1937, 1942, 1947, 1950, 1952, 1954, 1956, 1958, 1968, 1970, 1972, 1977, 1979, 1992, 1995, 1996, 2003, 2013, 2014, 2015, 2019,2020 |
| Hapoel Tel Aviv            | 14      | 1934, 1935, 1938, 1940, 1944, 1945, 1957, 1966, 1969, 1981, 1986, 1988, 2000, 2010                                                      |
| Maccabi Haifa              | 14      | 1984, 1985, 1989, 1991, 1994, 2001, 2002, 2004, 2005, 2006, 2009, 2011, 2021, 2022                                                      |
| Beitar Ierusalim           | 6       | 1987, 1993, 1997, 1998, 2007, 2008 |
| Hapoel Petah Tikva         | 6       | 1955, 1959, 1960, 1961, 1962, 1963 |
| Maccabi Netanya            | 5       | 1971, 1974, 1978, 1980, 1983 |
| Hapoel Be'er Sheva         | 5       | 1975, 1976, 2016, 2017, 2018 |
| Hakoah Ramat Gan           | 2       | 1965, 1973 |
| Hapoel Haifa               | 1       | 1999 |
| Bnei Yehuda Tel Aviv       | 1       | 1990 |
| Hapoel Ironi Kiryat Shmona | 1       | 2012 |
| Beitar Tel Aviv            | 1       | 1945 |
| Hapoel Kfar Saba           | 1       | 1982 |
| Hapoel Ramat Gan           | 1       | 1964 |
| British Police\|           | 1       | 1932 |

## Golgheteri
| Nune               | Ani            | Goluri |
| ------------------ | -------------- | ------ |
| Alon Mizrahi       | 1989 - 2005    | 207    |
| Oded Machnes       | 1974 - 1990    | 196    |
| Avi Nimni          | 1989 - prezent | 194    |
| Moshe Romano       | 1965 - 1982    | 193    |
| Mordechai Spiegler | 1963 - 1977    | 168    |